# Megaselia angustifrons
Megaselia angustifrons är en tvåvingeart som först beskrevs av Wood 1912.  Megaselia angustifrons ingår i släktet Megaselia och familjen puckelflugor. Inga underarter finns listade i Catalogue of Life.